# Palazzo Schifanoia
Palazzo Schifanoia è un edificio storico di Ferrara che si trova in via Scandiana 23. Il palazzo è stato costruito nel 1385 come Delizia estense e il nome allude allo schifare la noia intendendo sottolineare la sua funzione presso la corte degli Este di edificio destinato al riposo e allo svago. È sede museale inclusa nel sistema dei Musei civici di Arte Antica di Ferrara.

## Storia

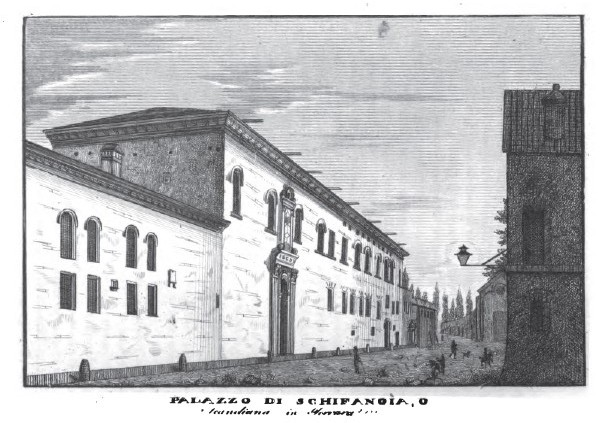
Palazzo Schifanoia (1838)

Il palazzo venne eretto per Alberto V d'Este nel 1384. Borso d'Este lo trasformò e lo fece ampliare. L'occasione per commissionare il ciclo di affreschi nel palazzo si ebbe quando, nel 1452, Borso ricevette il titolo di duca per i feudi imperiali di Modena e Reggio Emilia dall'imperatore Federico III e nel 1471, papa Paolo II lo nominò primo duca di Ferrara. Le opere pittoriche commissionate avevano lo scopo di celebrare il buon governo e la grandezza del duca.  In seguito, a Biagio Rossetti, Ercole I d'Este commissionò un ulteriore ampliamento del palazzo.

## Dalle origini al rinascimento (1385-1493)
Costruito su base quadrangolare, senza le ali laterali, fu pensato come un piccolo luogo in cui ristorarsi ed oziare. Presenta una facciata principale ed una seconda nel giardino, ad imitazione della villa suburbana nell'antica Roma. Fu preso a modello per il Belvedere rinascimentale costruito da Papa Niccolò V a Roma.
L'architetto Pietro Benvenuto degli Ordini venne incaricato di costruire un appartamento ducale al primo piano del palazzo con un salone per ricevere ambasciatori e delegazioni, l'edificio aveva un arco di ingresso a sesto acuto e il lato che dava ai possedimenti privati era formato da portici, all'apice vi era un coronamento merlato . Nel 1468 venne completata la sopraelevazione, la facciata divenne policroma e venne installata una nuova una merlatura ghibellina al palazzo, nello stesso periodo vennero ampliati i portici e venne aggiunta una magnifica scala monumentale coronata da una torretta che conduceva direttamente al piano superiore dove c'era il salone dei mesi. La facciata è caratterizzata da un grande portale marmoreo scolpito, risalente al 1470 e recentemente attribuito ad Ambrogio di Giacomo da Milano e Antonio di Gregorio su disegno di Pietro di Benvenuto degli Ordini.. Sopra la porta ad arco, in marmo bianco, si trova un grande stemma estense e l'Unicorno una delle imprese araldiche utilizzate da Borso, le tracce di pittura lasciano pensare ad un iniziale policromia dello stemma.
Nel 1493 la merlatura venne poi rimossa e il palazzo venne coronato da una cornice di terracotta.

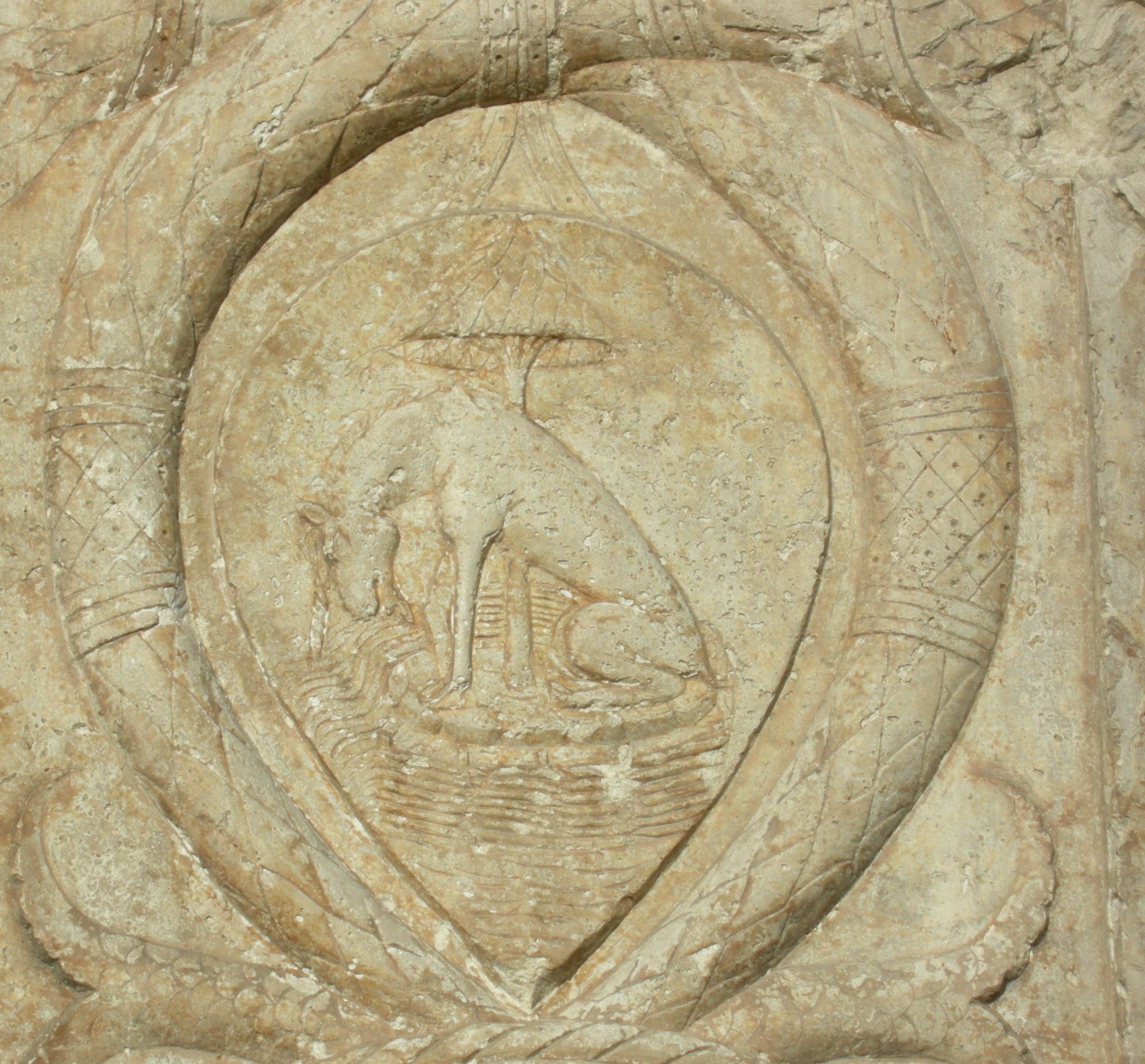
Unicorno sul portale di palazzo Schifanoia

Nel palazzo si possono ammirare gli affreschi del Salone dei Mesi, tra i cicli pittorici più importanti del Quattrocento italiano. Il progetto dell'opera fu affidato all'astrologo e bibliotecario di corte Pellegrino Prisciani, e ad eseguirlo furono chiamati i pittori della scuola ferrarese, tra i quali Baldassarre d'Este, Ercole de' Roberti e Francesco del Cossa.
Resta dubbia la partecipazione alla realizzazione degli affreschi del pittore Cosmè Tura. Il nome della sala deriva dalle personificazioni dei mesi dell'anno. Ad ogni mese corrisponde un segno zodiacale e varie allegorie con le attività lavorative correlate. La fascia inferiore è decorata inoltre da Episodi della vita di Borso d'Este e quella superiore dai Trionfi degli dei. Solo i mesi da marzo a settembre, leggibili in senso antiorario, sono integri.

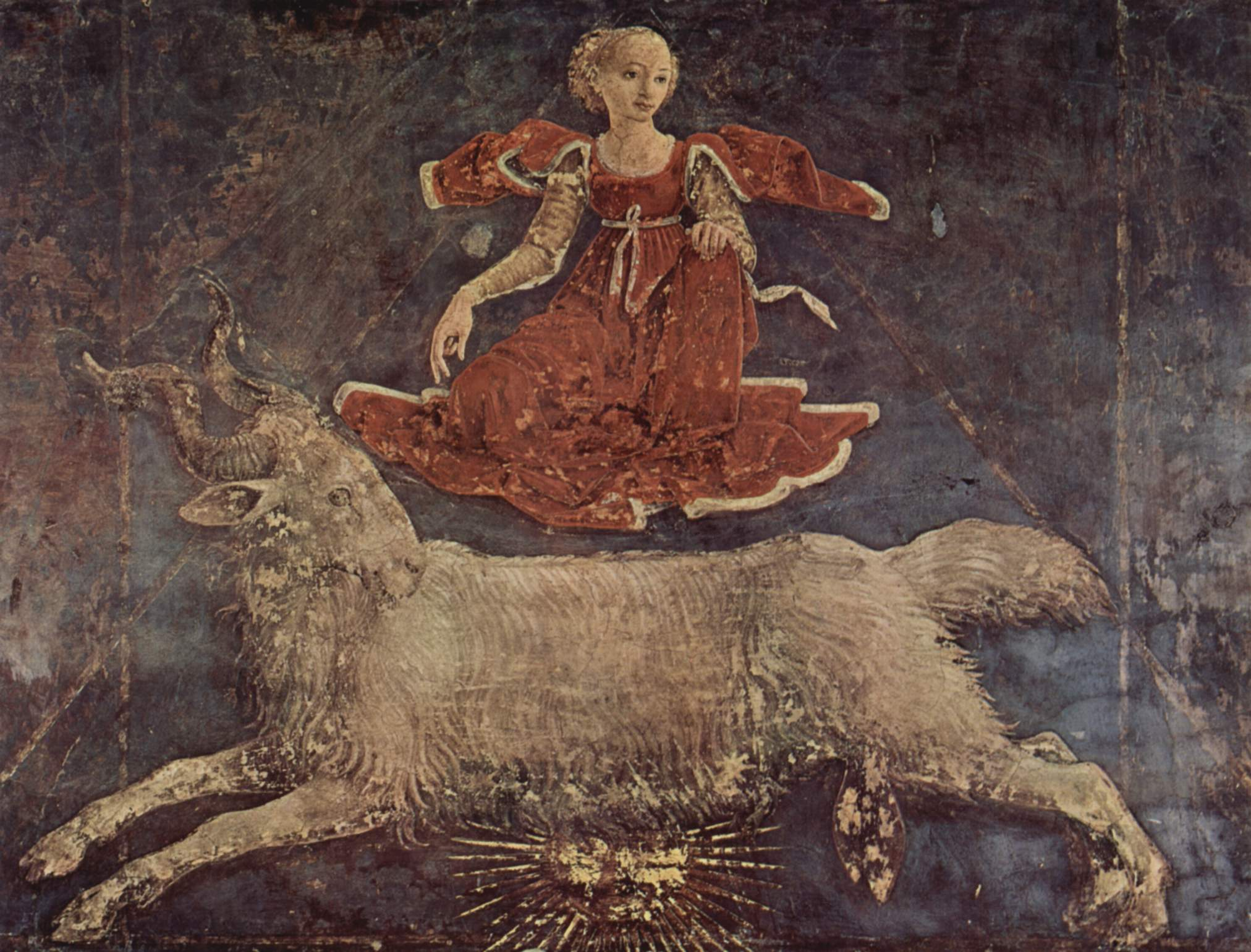
Francesco del Cossa, Marzo, segno dell'Ariete

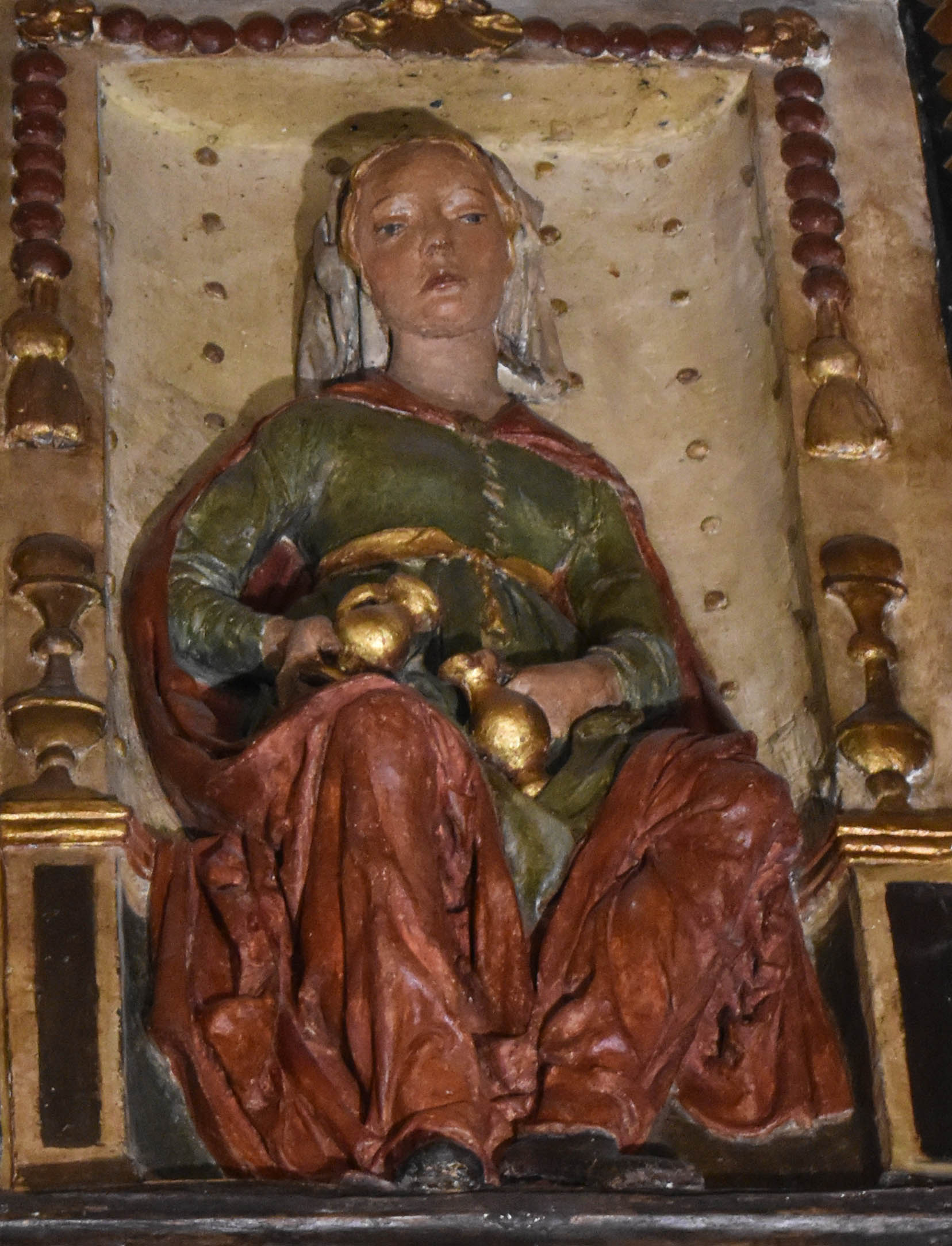
Domenico di Paris, Temperanza, sala degli Stucchi o delle Virtù

La successiva sala degli Stucchi o delle Virtù mostra un pregevole soffitto a cassettoni e un fregio in legno e stucco realizzato dallo scultore Domenico di Paris e dipinto da Buongiovanni da Geminiano attorno al 1467. Nel fregio sono rappresentate le virtù cardinali, esclusa la Giustizia, e le teologali. Nella decorazione sono riprodotti oltre all'aquila estense gli emblemi e le imprese utilizzati da Borso poiché la sala fu destinata alle udienze e doveva celebrare la grandezza ducale.

## Dal declino alla riscoperta (XVI-XIX secolo)
Nuovi cantieri interessarono il XVI secolo, questa volta riguardavano i giardini che furono ampliati secondo il gusto tardo-rinascimentale. Dal XVII secolo il palazzo conobbe un lento ed inesorabile declino; Molti ambienti furono lottizzati, la scala monumentale che dava ai giardini e collegava l'esterno con il Salone dei Mesi venne demolita, molte finestre quattrocentesche furono murate per adattare il palazzo alle nuove esigenze, e i giardini caddero in declino. Nel settecento parte del palazzo venne trasformato in un cartiera e il Salone dei Mesi venne completamente ristuccato, azione che cancello per sempre parte dei magnifici affreschi quattrocenteschi presenti nel salone dei mesi. Nell'800 vennero poi murati i portici e la loggia trecentesca venne trasformata in un casermone per adattarla al suo utilizzo industriale. La riscoperta degli affreschi avvenne nel corso del XIX secolo, quanto la pittura grigia fu eliminata dal Salone dei Mesi e riemersero i dipinti rinascimentali. Il palazzo venne trasformato a fine secolo in un museo rinascimentale

### Percorso museale
Il percorso museale parte dall'ala più antica, trecentesca, che conserva varie collezioni con pitture, bronzetti, avori, tarsie lignee, ceramiche graffite e medaglie. In particolare una sala è dedicata alla collezione di ceramiche raccolte da Giovanni Pasetti e acquisita nel 1935 dal museo. Le sale del quattordicesimo e del quindicesimo secolo contengono collezioni di monete antiche e medaglie coniate da Pisanello e da altri artisti del Quattrocento per commemorare singoli componenti della famiglia d'Este.
A seguito del terremoto dell'Emilia del 2012 il palazzo ha subito danni e fino alla fine del 2017 sono rimaste visitabili solo il Salone dei Mesi e la Sala degli Stucchi. A inizio 2018 è iniziato un lungo lavoro di restauro che ha fatto chiudere l'intero palazzo per alcuni anni. A partire dal 2 giugno 2020 sono stati riaperti il Salone dei Mesi e la Sala degli Stucchi.
I lavori di restauro del palazzo e un nuovo allestimento delle collezioni museali sono stati conclusi nell'ottobre del 2021. Nel 2024 è stata migliorata l'accessibilità del palazzo e del percorso museale.

## Galleria d'immagini

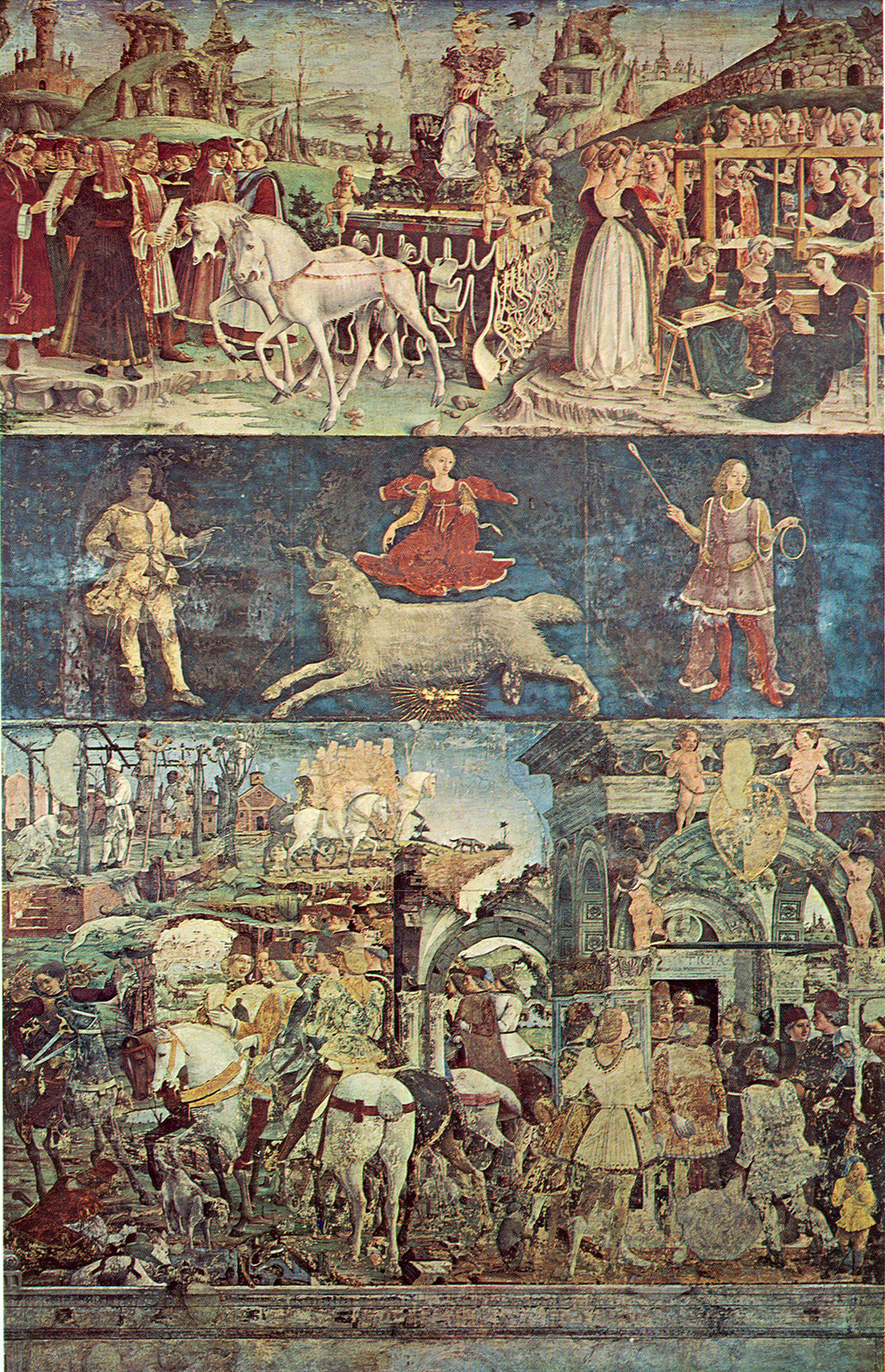
Francesco del Cossa, Marzo
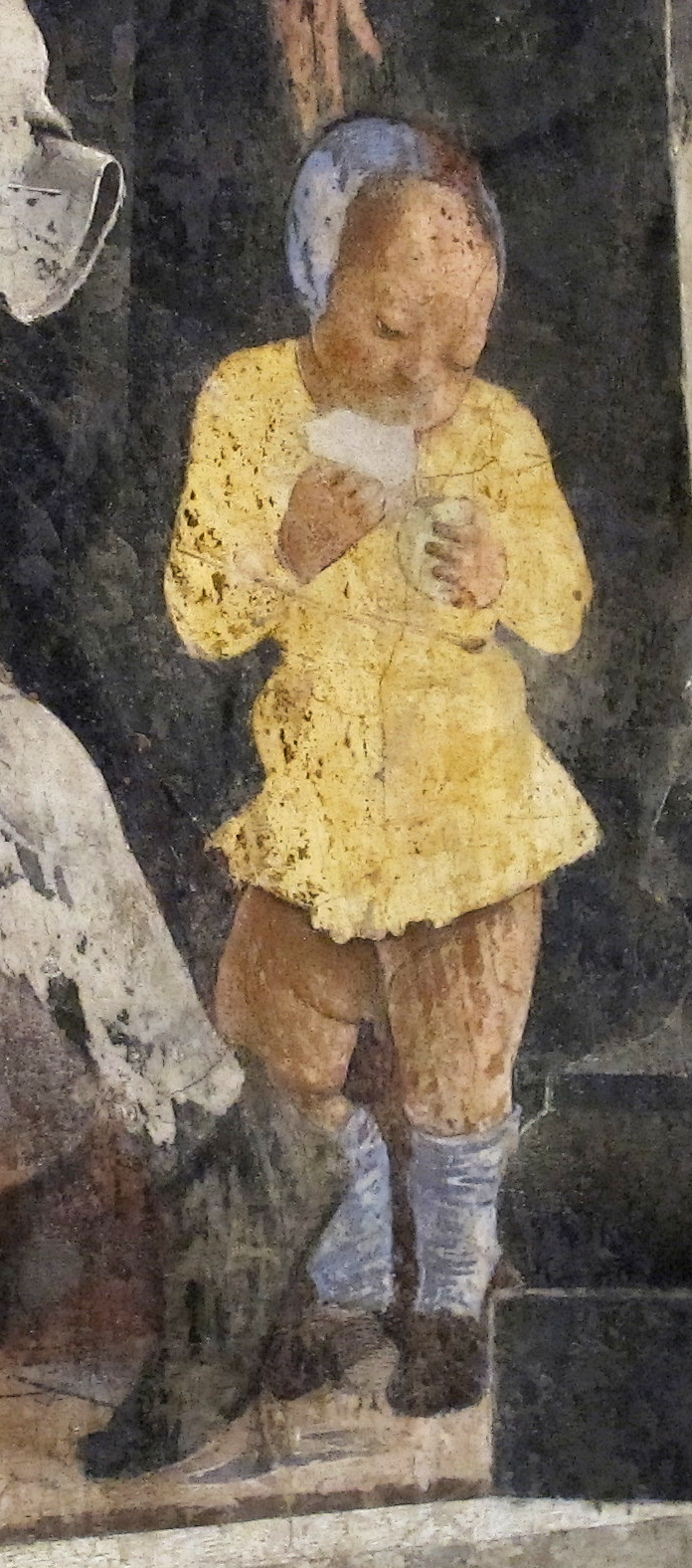
Francesco del Cossa, Bambino, dettaglio, mese di Marzo
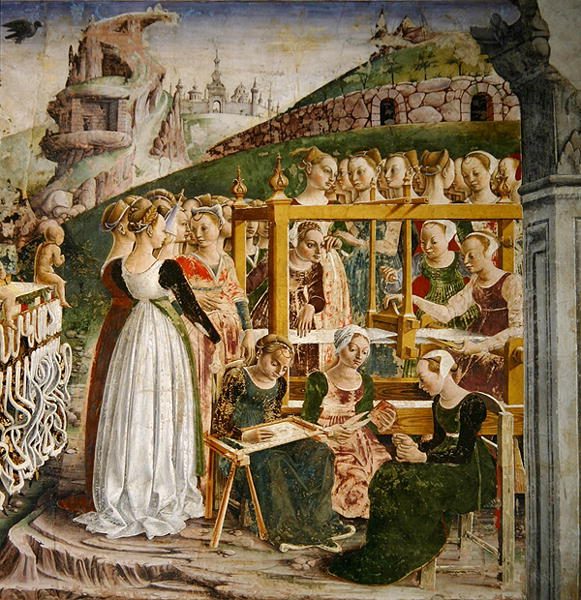
Tessitrici, dettaglio del mese di Marzo
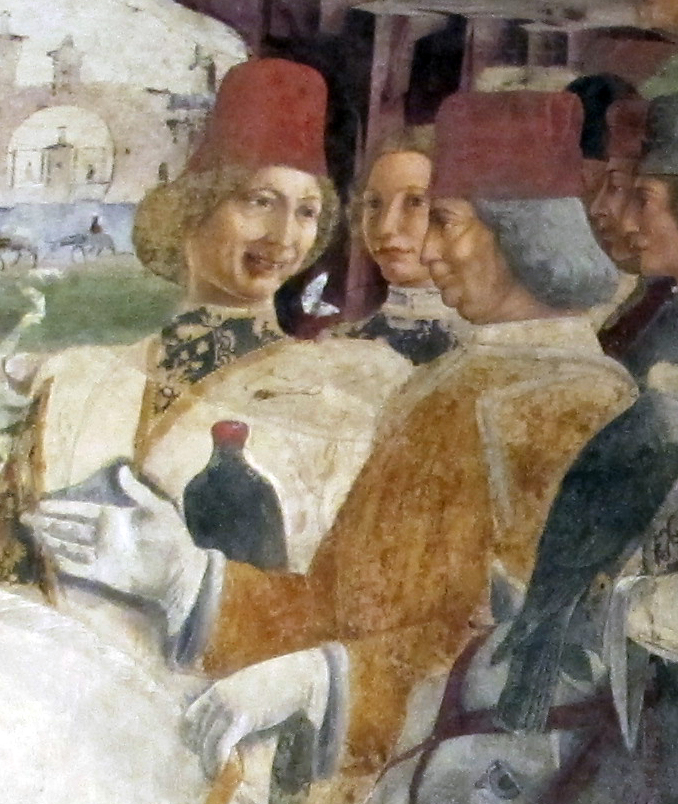
Borso d'Este alla caccia, dettaglio, mese di Marzo
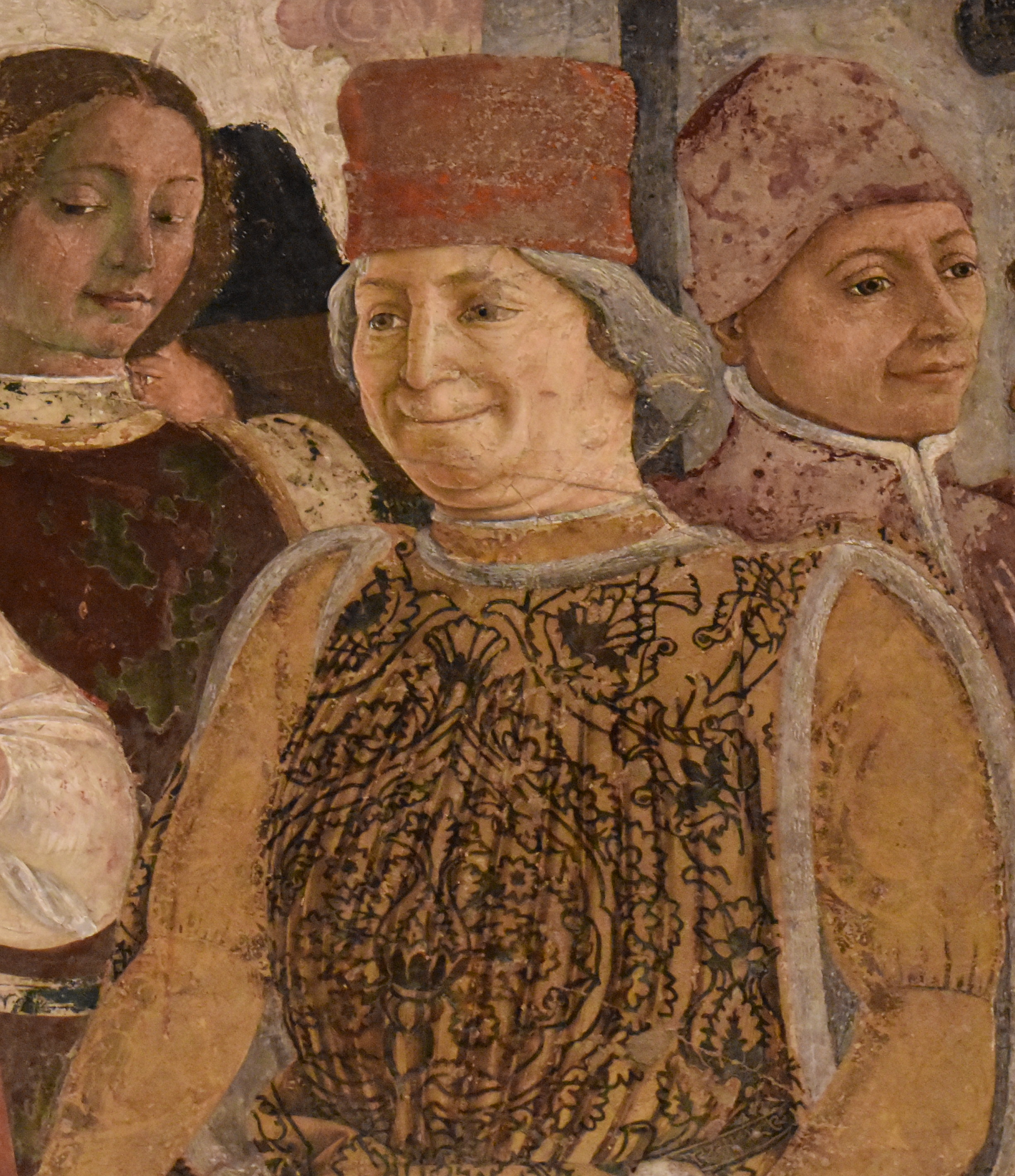
Francesco del Cossa, Borso d'Este, dettaglio, mese di Aprile
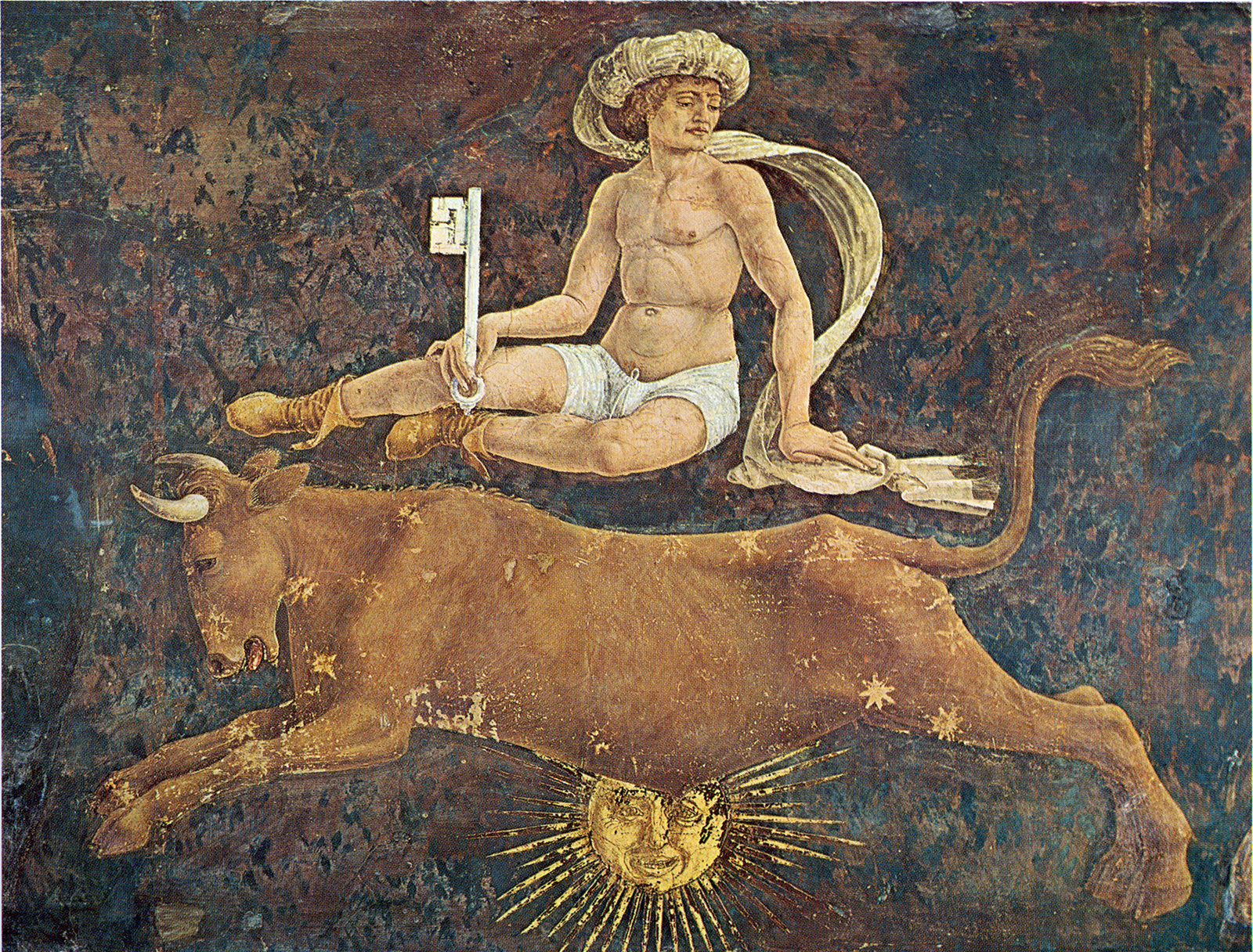
Francesco del Cossa, segno zodiacale del Toro, dettaglio, mese di Aprile
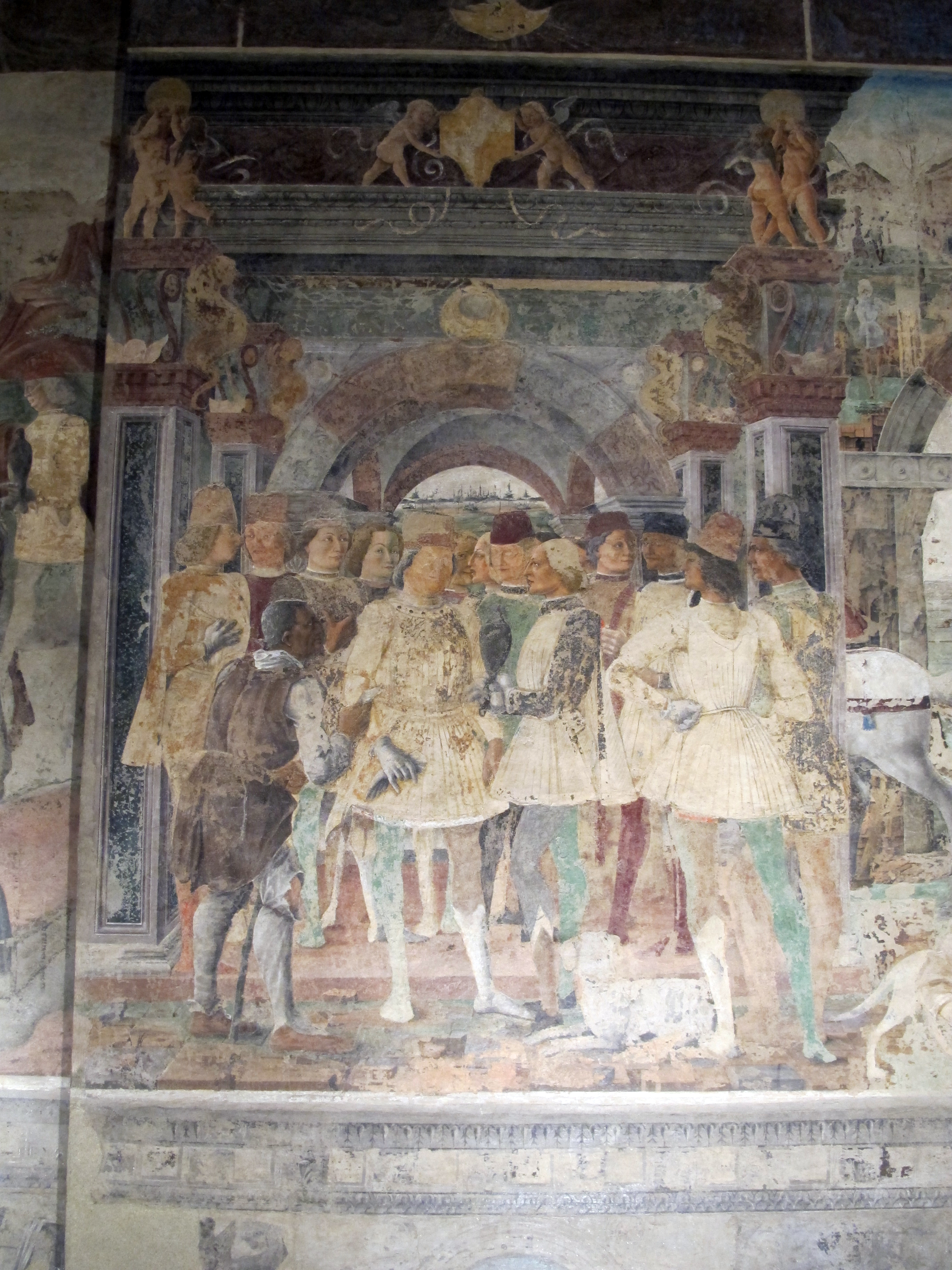
Maestro dagli occhi spalancati, Borso che riceve degli ambasciatori, dettaglio, mese di Luglio
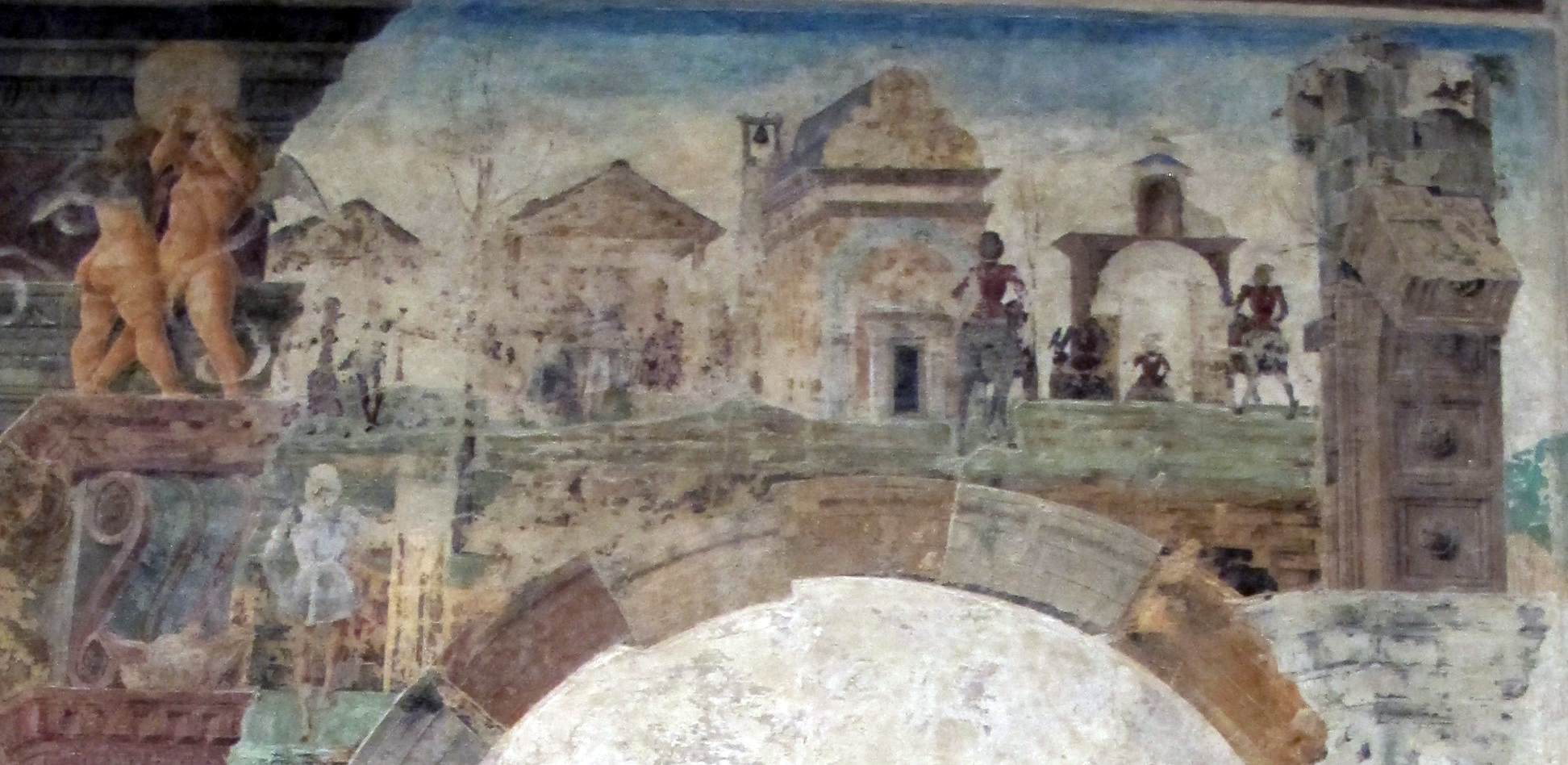
Dettaglio con architetture, mese di Luglio
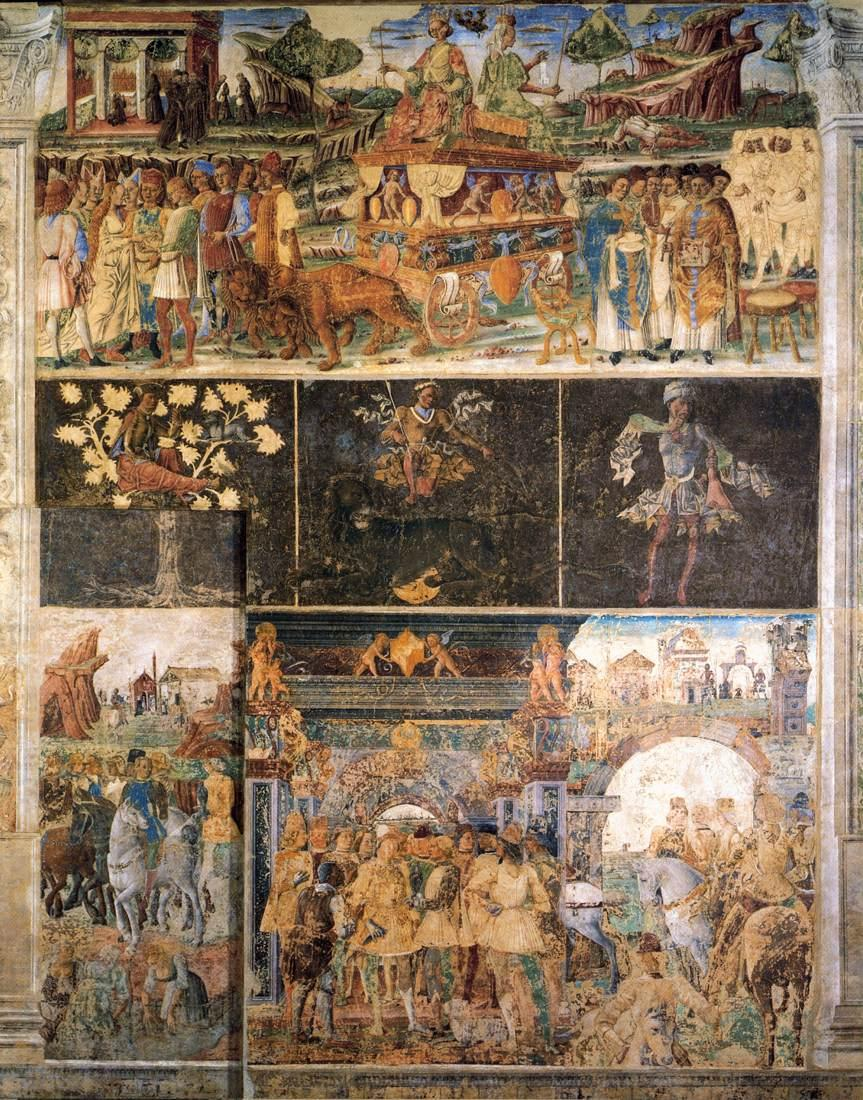
Maestro dagli occhi spalancati, trionfo di Giove e Cibele, mese di luglio
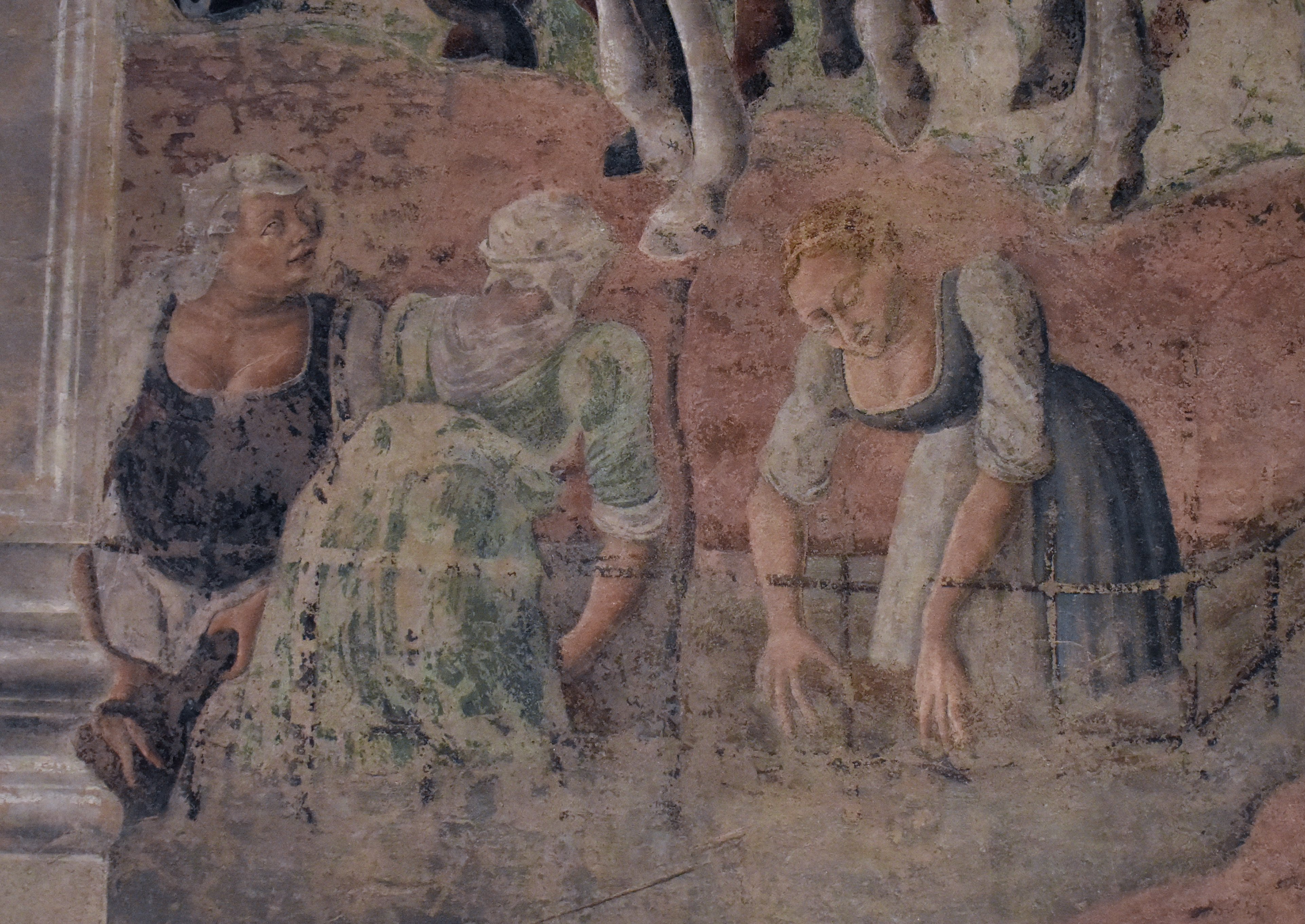
Lavandaie, dettaglio del mese di Luglio
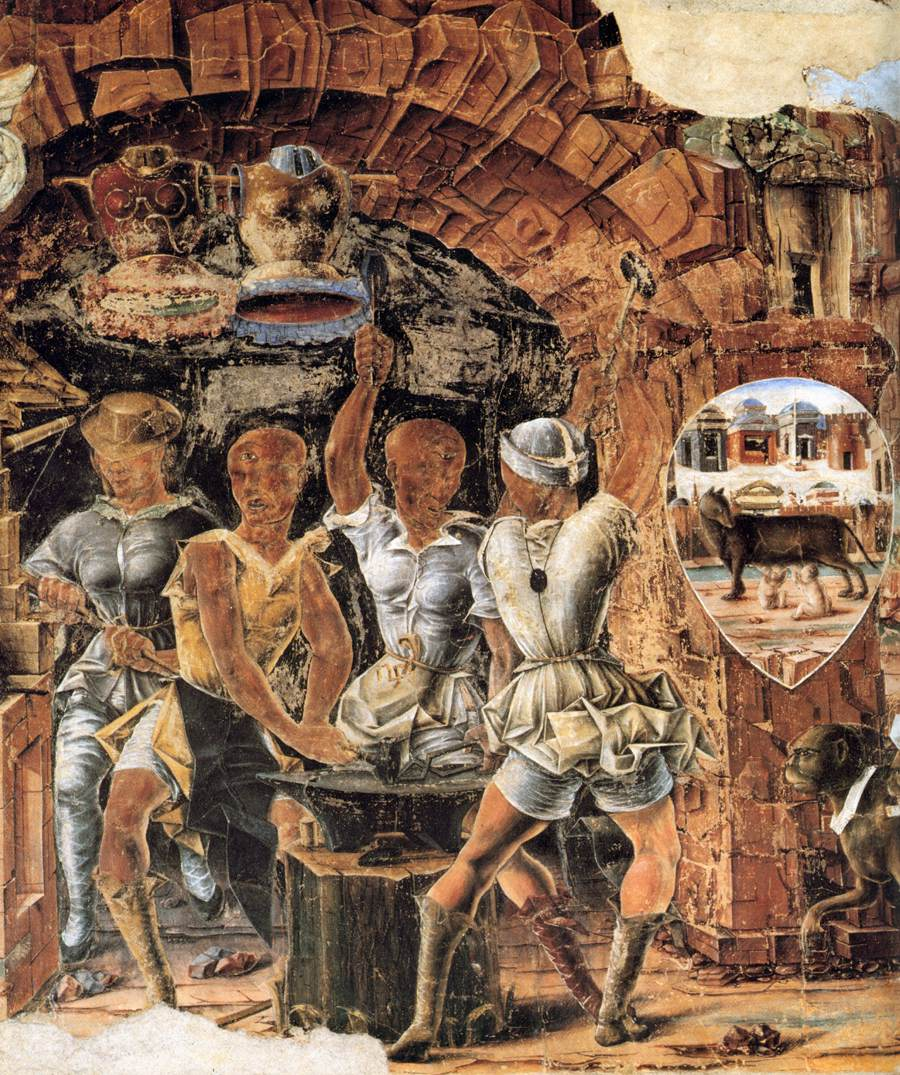
Ercole de Roberti, fucina di Vulcano, dettaglio, mese di Settembre
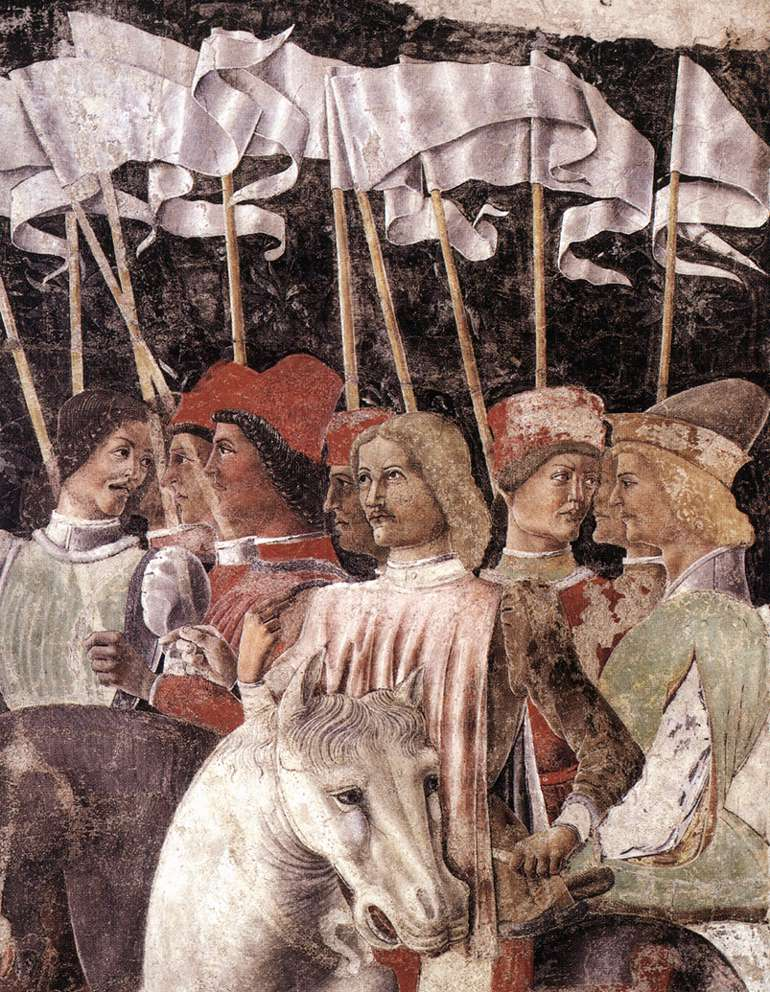
Gruppo di cavalieri, dettaglio